# Terakota

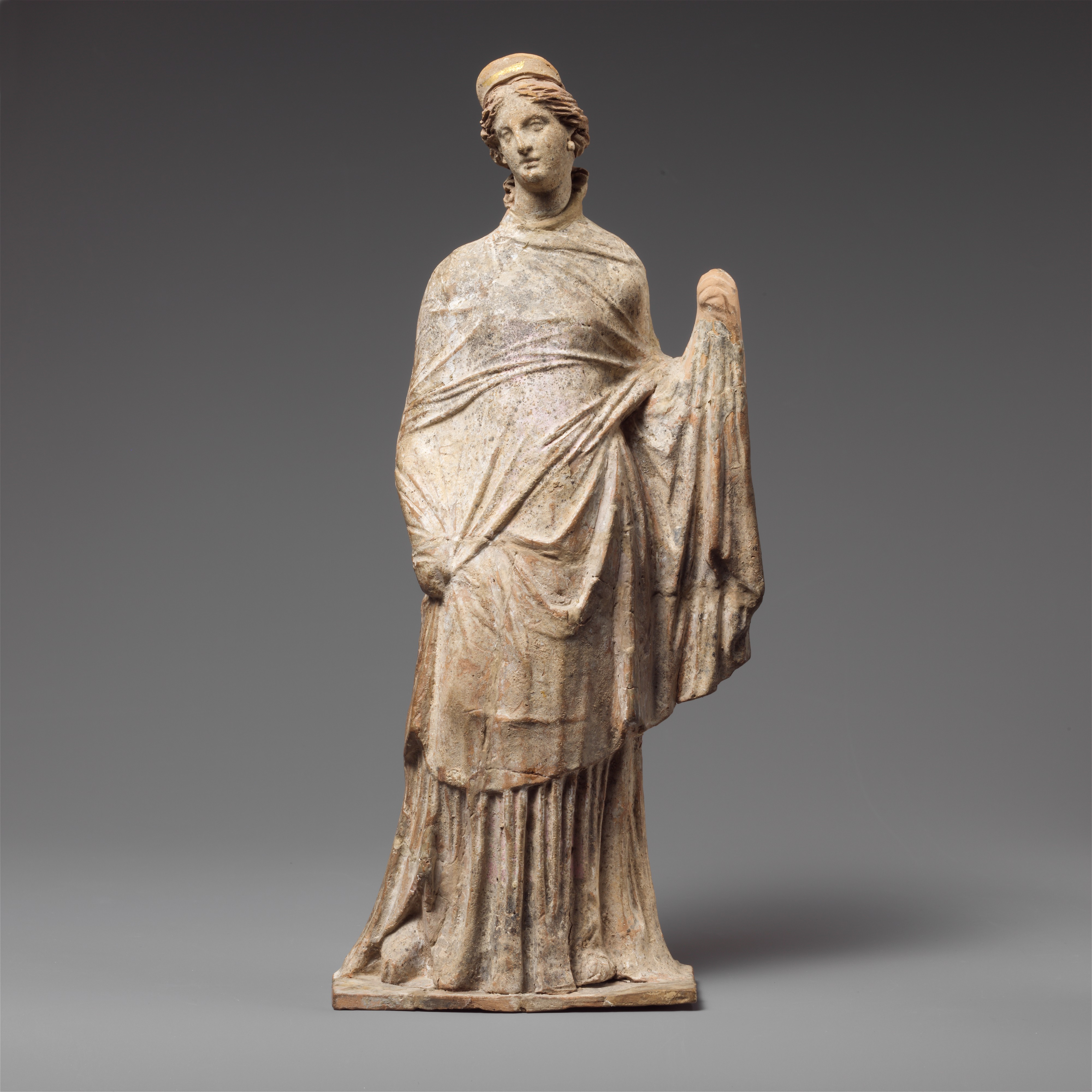
Starověká řecká terakotová soška, 2. století př. n. l.

Terakota nebo také terra cotta (latinsky: „pálená hlína“) je druh původně režné tj. neglazované keramiky vysokého žáru – kameniny. Od starověku je využívána k výrobě uměleckořemeslných, dekoračních i užitkových předmětů, v novověku především potrubí vodovodů nebo obkladů staveb.

## Materiál a technologie
Používá se hnědá jílovitá hlína s příměsí vápence. Výrobky dosahují vysokým žárem a dlouhým vypalováním charakteristické hnědooranžové barvy.

## Historie

### Starověk
Terakota byla od starověku využívána stejně jako terra sigillata ve velkých říších jak ve Středomoří (Egypt, Řecko, Etrurie), tak i na Dálném Východě (Čína, Indie) k výrobě soch a sošek, stolního a kuchyňského nádobí, cihel nebo střešní krytiny.
Nejstarší terakotové sochy bývaly po vytvoření nejprve sušeny na slunci a vypalovány v popelu otevřených ohnišť.
V archaickém období antiky například prosluli Řekové z města Tanagra v Bojótii masovou produkcí vypalovaných terakotových figurek lisovaných z dřevěných forem. Figurky domácích bůžků (lárové a penáti) a technická keramika jako olejové lampičky patřily i v pozdějších obdobích antiky k nejpočetnějším výrobkům. Z klasického období antického Řecka jsou známa také velká sochařská díla, jako je Zeus unášející Ganyméda. Etruskové využívali terakotu například k externí výzdobě chrámů sochami, akrotérii nebo antefixy a k náhrobní plastice. Mezi lety 210 př. n. l. – 209 př. n. l. si dal čínský císař Čchin Š'-chuang-ti postavit armádu přes 8000 terakotových vojáků a koní, která s ním byla posléze pohřbena do jeho hrobu.

### Středověk
Technologii terakoty využívali hrnčíři zejména k výrobě podlahových dlaždic, výjimečně se keramická plastika z terakoty objevuje i ve figurálním sochařství 14. století.

### Renesance
Od doby renesanční se terakota vypalovala v kupolových či kuželovitých pecích při vysokých teplotách 1000 až 1200 stupňů Celsia, v současnosti v elektrických pecích. Trvanlivosti této keramiky využívali sochaři jako Donatello nebo Andrea del Verocchio.

### Novověk

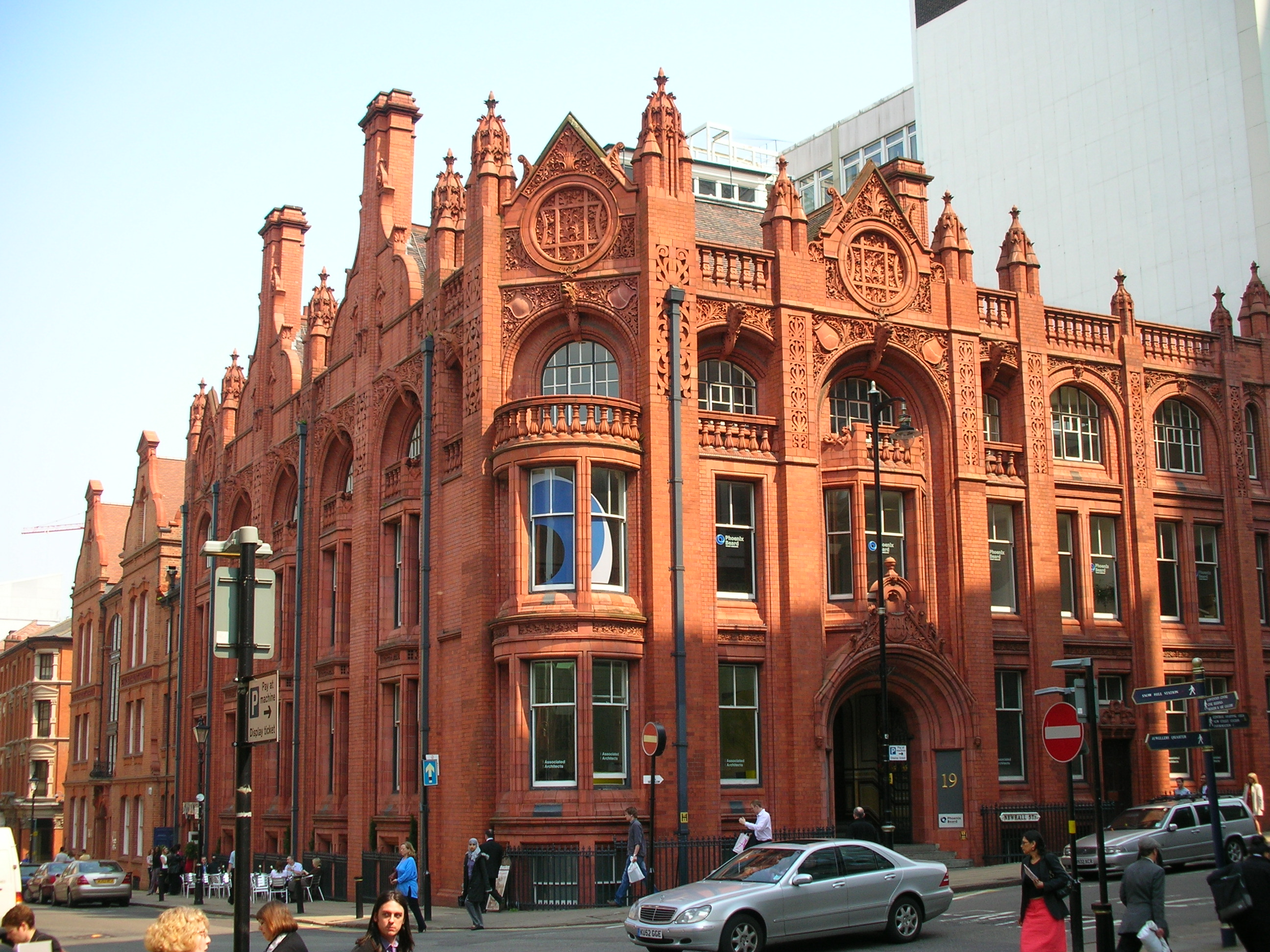
Terakotová fasáda Bell Edison Telephone Building v anglickém Birminghamu

Obnovený zájem o antické umění ve 2. polovině 18. století vedl k vyhledávání a kopírování antických prací z terakoty i terry sigillaty. Technický rozvoj terakotu té době ve Francii a v Anglii přiblížil kvalitě porcelánu. V čele rozvoje stály nejvýznamnější manufaktury v Sevres (než přešla na výrobu porcelánu) a ve Stoke-on-Trent, kterou založil Josiah Wedgwood. Díky Wedgwoodovi se vžilo nové označení kamenina (Stoneware). K masovému využití terakoty jako obkladů i dekorace architektury dochází v období neoklasicismu v Německu, ve viktoriánském slohu v Anglii, například v Birminghamu.
Francouzský sochař Albert-Ernest Carrier-Belleuse využil terakoty k vytvoření kentaura unášejícího Hippodameiu.

### Externí odkazy

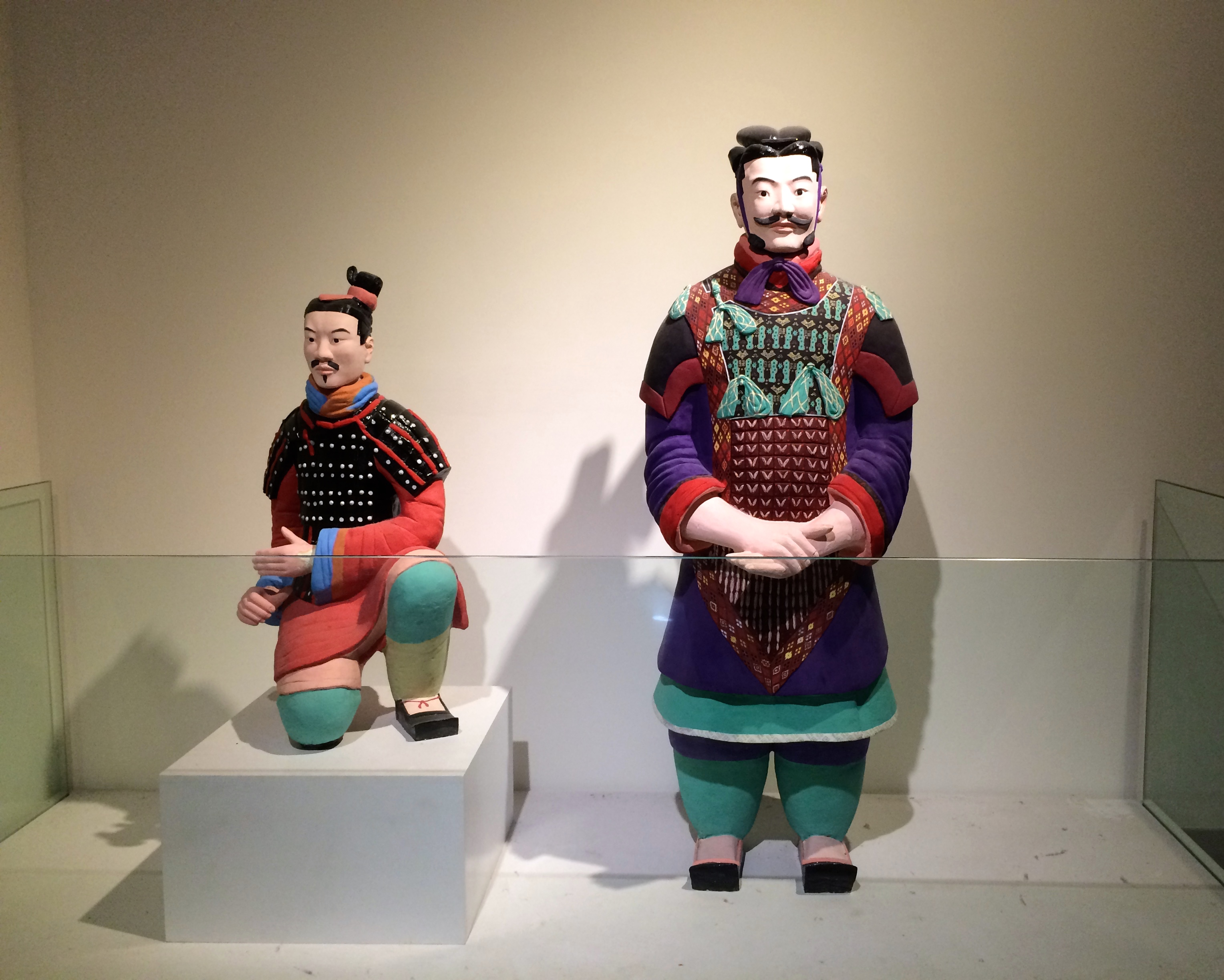
Rekonstrukce původní barevnosti soch terakotové armády
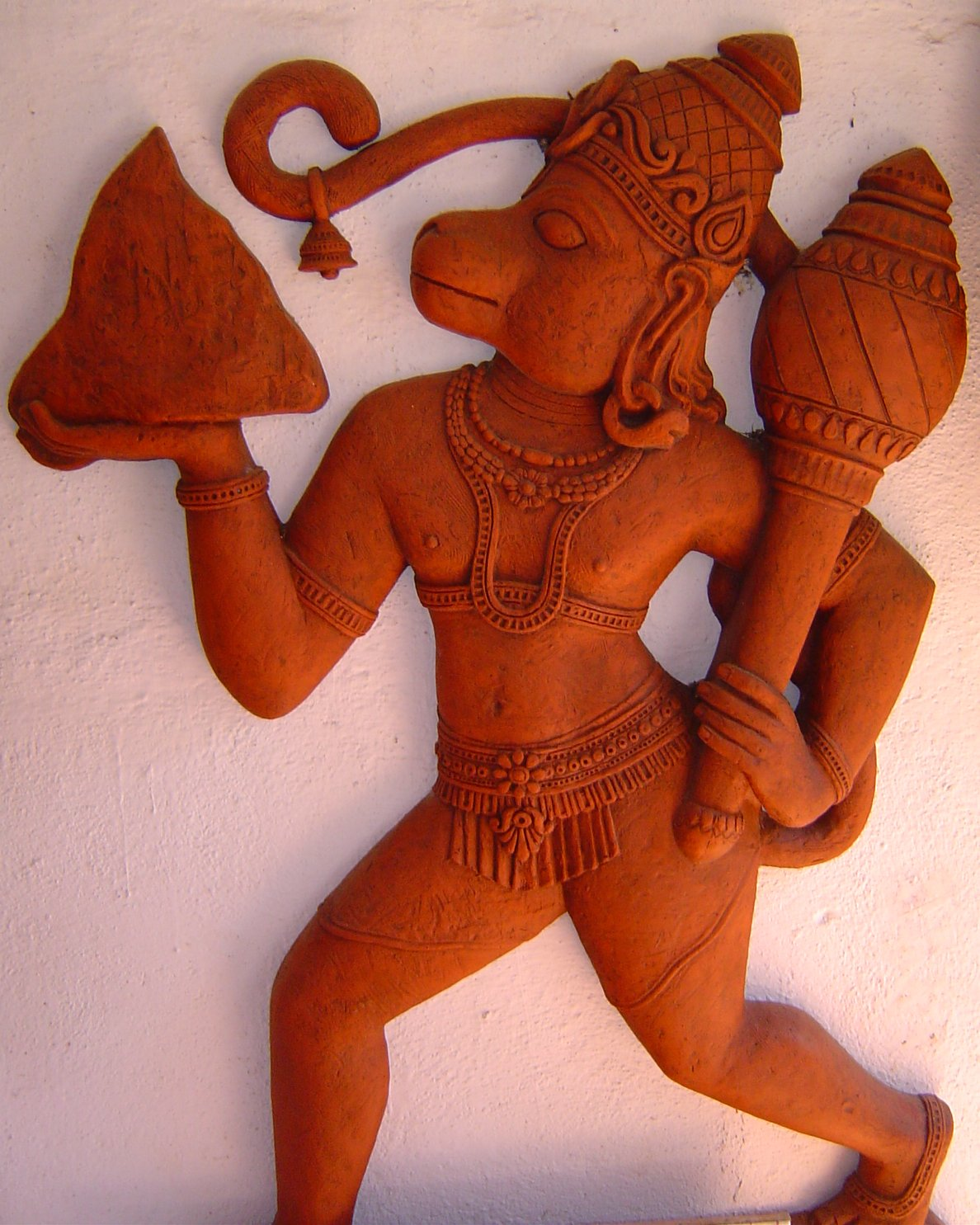
Indická terakotová soška Hanumana.
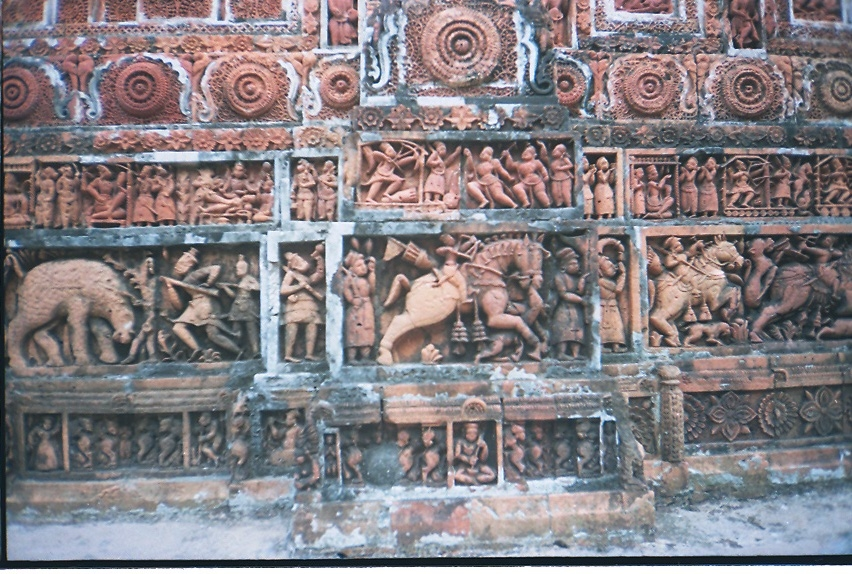
Terakotová výzdoba vnějšku chrámu v Kantaji
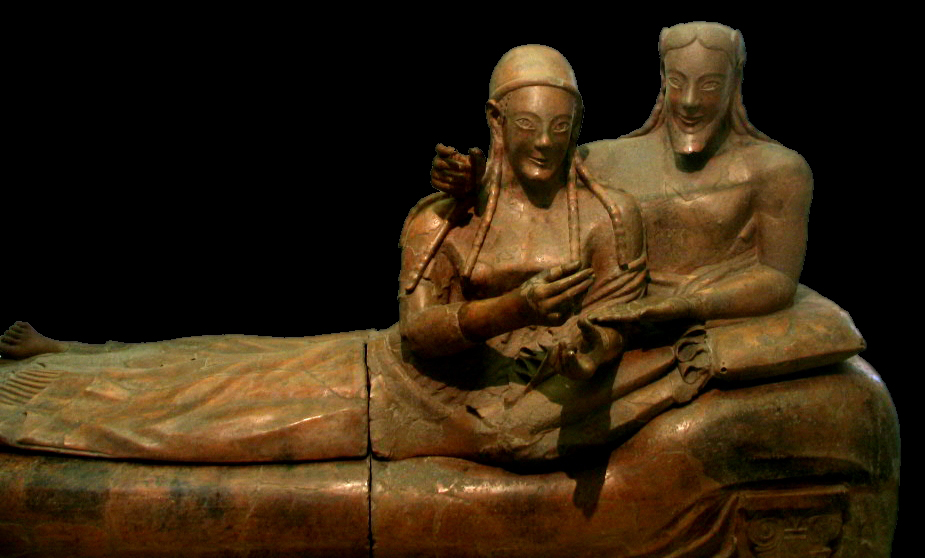
Etruský sarkofág s manželským párem
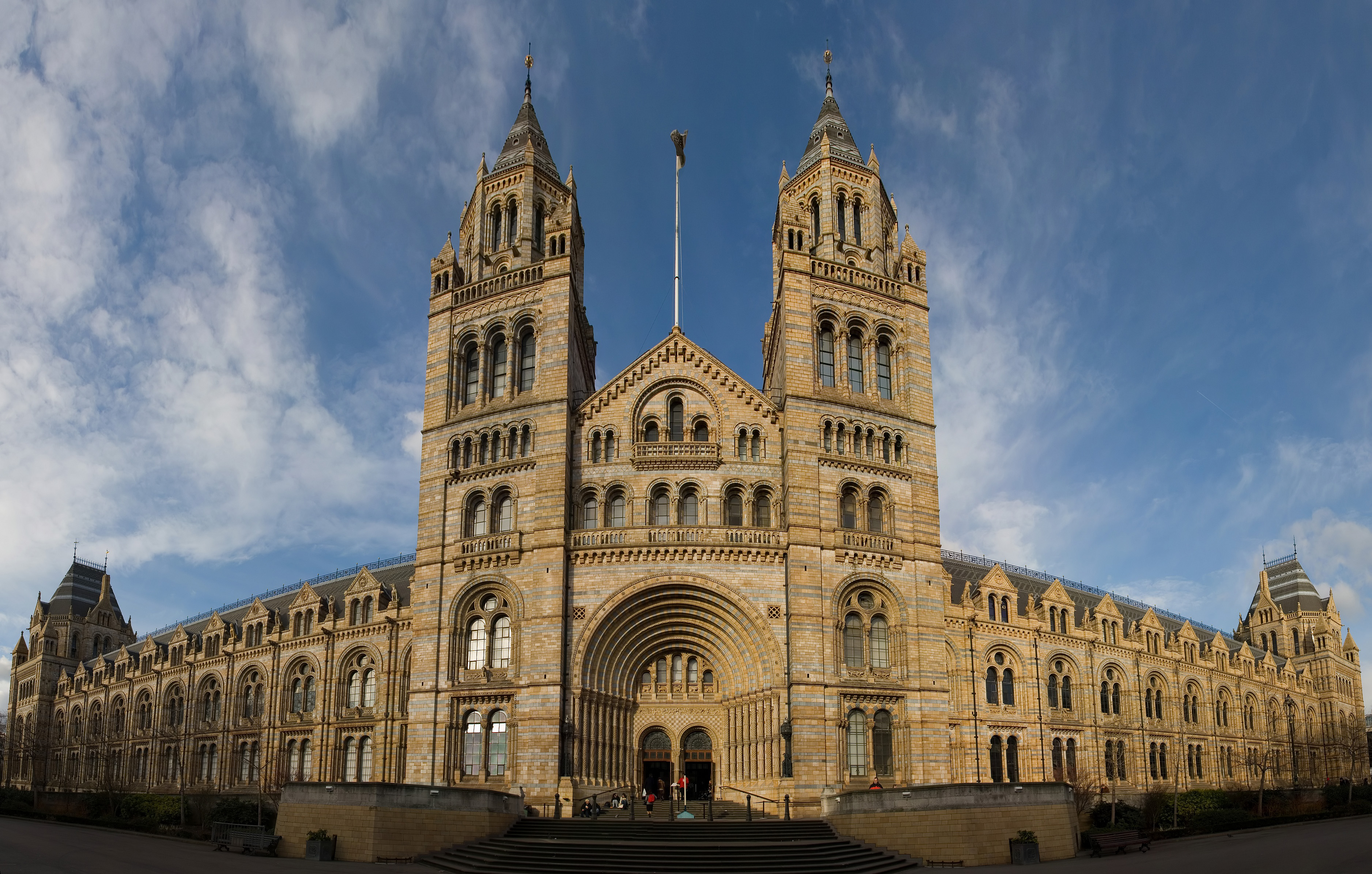
Muzeum přírodní historie v Londýně - typická stavba ve viktoriánském slohu.